# Daniel Andrada
Daniel Andrada Jimenez (Siviglia, 15 luglio 1975) è un arrampicatore spagnolo.
Pratica l'arrampicata in falesia, il bouldering e le vie lunghe. Ha gareggiato nelle competizioni di difficoltà, boulder e velocità.

## Biografia
Ha passato la sua infanzia a Madrid e a dodici anni ha cominciato ad arrampicare sui muri delle case in quanto a quell'epoca non c'erano palestre d'arrampicata. È poi passato alla roccia dove a quattordici anni ha salito il primo 7a e due anni dopo ha raggiunto l'8a e l'8c.
Dal 2005 ha aperto e salito 23 vie di grado superiore al 9a, la maggior parte delle quali nelle falesie di Rodellar e Santa Linya. Questo impegno gli è valso la nomina per il Salewa Rock Award nel 2006 e nel 2009.

## Palmarès

### Coppa del mondo
|         | 1992 | 1993 | 1994 | 1995 | 1996 | 1997 | 1998 | 1999 | 2000 | 2001 | 2002 | 2003 |
| ------- | ---- | ---- | ---- | ---- | ---- | ---- | ---- | ---- | ---- | ---- | ---- | ---- |
| Lead    | 61   | 40   | 29   | 28   |      | 41   | 23   | 17   | 25   |      |      |      |
| Boulder |      |      |      |      |      |      |      | 5    | 5    | 3    |      | 54   |

### Campionato del mondo
|         | 1997 | 1999 | 2001 | 2003 | 2005 | 2007 |
| ------- | ---- | ---- | ---- | ---- | ---- | ---- |
| Lead    | 9    | 23   |      |      |      |      |
| Boulder |      | 23   | 6    |      |      | 55   |
| Speed   | 1    | 9    |      |      |      | 53   |

## Statistiche

### Podi in Coppa del mondo boulder
| Stagione | 1º | 2º | 3º | Podi totali |
| -------- | -- | -- | -- | ----------- |
| 1999     | 1  |    | 1  | 2           |
| 2000     |    | 1  |    | 1           |
| 2001     | 2  | 1  |    | 3           |
| Totale   | 3  | 2  | 1  | 6           |

## Falesia

### Lavorato
- 9a+/5.15a:
  - Ali-Hulk sit start extension - Rodellar (ESP) - 8 novembre 2007 - Prima salita[3]
  - Ali-Hulk extension - Rodellar (ESP) - 12 settembre 2007 - Prima salita
  - Ali-Hulk sit start - Rodellar (ESP) - 11 settembre 2006 - Prima salita
  - La novena enmienda - Santa Linya (ESP) - 16 aprile 2005 - Prima salita[4]
- 9a/5.14d:
  - Duele la realidad - Oliana (ESP) - dicembre 2010 - Via di Ramón Julián Puigblanque del 2010[5]
  - Era Vella - Margalef (ESP) - novembre 2010 - Terza salita della via di Chris Sharma[6]
  - Emborrachando al hijo - Rodellar (ESP) - 8 ottobre 2009 - Prima salita[7]
  - Tierra de nadie - Juncosa/Cuevita (ESP) - 26 maggio 2009 - Prima salita
  - La real tierra de nadie - Juncosa/Cuevita (ESP) - 26 maggio 2009 - Prima salita
  - Analogica natural extension - Santa Linya (ESP) - 5 dicembre 2008 - Prima salita
  - Los Inconformistas - Rodellar (ESP) - 2 ottobre 2008
  - Delincuente natural - Rodellar (ESP) - 13 settembre 2008 - Prima salita[8]
  - Fuck the system - Santa Linya (ESP) - 8 marzo 2008
  - Fabelita r2 - Santa Linya (ESP) - 20 febbraio 2008 - Prima salita
  - Open your mind r2 - Santa Linya (ESP) - 15 febbraio 2008 - Prima salita
  - Fabela pa la enmienda - Santa Linya (ESP) - 1º febbraio 2008
  - El templo del cafe - Alquézar (ESP) - 15 marzo 2007 - Prima salita
  - Ali-Hulk (de pie) - Rodellar (ESP) - 14 agosto 2006 - Prima salita
  - Barrakito puro y dur - Sant Llorenç de Montgai (ESP) - 16 febbraio 06 - Prima salita
  - Estado critico - Siurana (ESP) - 23 dicembre 2005
  - Overblomu - Santa Ana (ESP) - 25 novembre 2005 - Prima salita
  - El intento - Cuenca (ESP) - 1º ottobre 2005 - Prima salita
  - Travers de la enmiend - Santa Linya (ESP) - 8 aprile 2005 - Prima salita
  - Esperanza - Colmenar (ESP) - 2 marzo 2005 - Prima salita
  - Definicion de resistencia democrata - Terradets (ESP) - 17 marzo 2005 - Prima salita

### A vista
Ha salito cinque 8b+ a vista.

## Boulder
- 8C/V15:
  - Trave de arroita - Baltzola/cuava, traverso - 9 giugno 2006[10]
- 8B+/V14:
  - Las cuatro estaciones - Juncosa/Cuevita - 14 maggio 2009
  - El picacho total - Rodellar - 25 giugno 2007 - Prima salita
  - Jake al reposo - Chopos - 22 dicembre 2006 - Prima salita

## Vie lunghe
- Zaratustra - Parco nazionale di Ordesa (ESP) - 2010[11]
- Lurgorri - Naranjo de Bulnes (ESP) - 2008[12]
- Viaje de locos - Gola di Gorroppu (ITA) - 2002 - Prima salita[13]
- Hotel Supramonte - Gola di Gorroppu (ITA) - 2002